# Biblový papír
Biblový papír je druh tiskového papíru, bezdřevného (z bavlny nebo lnu), velmi tenkého, tj. s malou plošnou hmotností (gramáží), 30–50 g/m2, i nižší, přesto s relativně malou průsvitností. Používá se k tisku knih, u kterých je potřeba vměstnat velké množství listů do co nejmenšího objemu, např. bible, slovníky, apod.